# Texas Instruments LPC-Sprachchips
Die Texas Instruments LPC-Sprachchips sind eine Reihe integrierter Schaltkreise digitaler Signalprozessoren, spezialisiert auf Sprachsynthese, entwickelt ab 1978 von Texas Instruments (TI). Sie wurden über viele Jahre weiterentwickelt und vermarktet, obwohl die Abteilung für Sprachanwendungen mehrmals innerhalb des Unternehmens TI neu aufgestellt wurde, bis sie Ende 2001 endgültig aufgelöst wurde. Die Rechte an der zuletzt im Jahr 2001 verbliebenen Reihe von TI-Sprachprodukten und sprachspezifischer Mischsignalprozessor-Serie wurde im Oktober 2001 an Sensory Inc verkauft.

## Theorie
Die gespeicherten Sprachdaten werden durch Pitch-erregte lineare prädiktive Kodierung (PE-LPC) durch einen Latticefilter erzeugt. Dabei werden glottale Pulswellenformen in wahlweiser Erregung aus einem Festwertspeicher gelesen oder ein linear rückgekoppeltes Schieberegister (LFSR) als Rauschgenerator benutzt zur Erzeugung lineare prädiktive Kodierung, die eine erhebliche Reduzierung des Datenvolumens erzielt, die zur Erzeugung verständlicher Sprache erforderlich ist.

## Geschichte

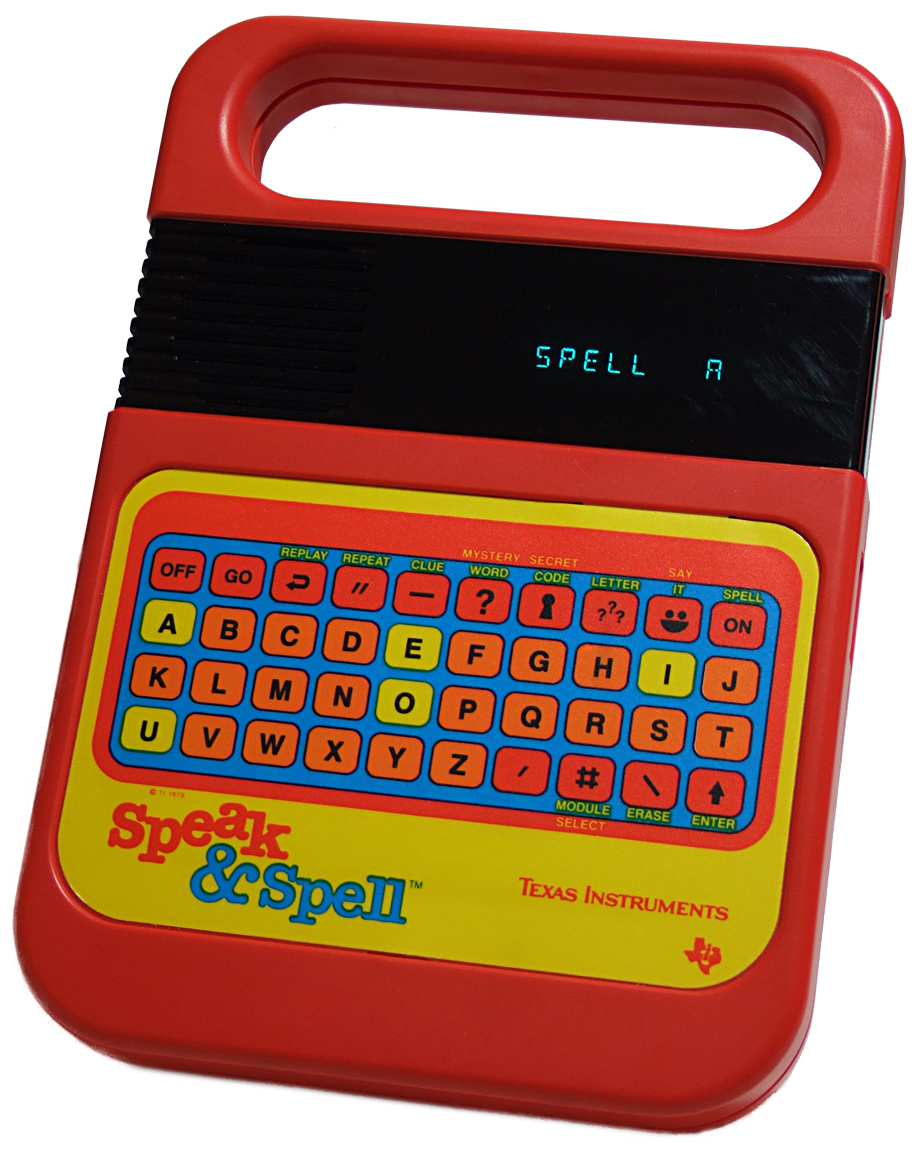
Ein Speak & Spell in US-englisch aus dem Jahr 1986.

Der TMC0280/TMS5100 war der erste je gebaute LPC-Sprachsynthesizer-Chip. Er wurde für Texas Instruments von Larry Brantingham, Paul S. Breedlove, Richard H. Wiggins, und Gene A. Frantz entworfen, sein Die hatte Larry Brantingham gelayouted. Der Chip wurde für das Projekt „Spelling Bee“ bei TI konzipiert, der später das Lernspielzeug Speak & Spell wurde. Eine sprachlose Rechtschreibung „Spelling B“ wurde zur gleichen Zeit veröffentlicht wie das Speak & Spell.
Alle TI-LPC-Sprachchips bis zur TSP50cxx-Serie verwendeten PMOS-Technik und die Verschlüsselung des LPC-10 erfolgte in einem speziellen TI-spezifischen Format. Chips in der TI-LPC-Sprachreihe wurden von der Bezeichnung durch die Ableitung für Heimanwendertechnik von TI als TMCxxxx oder CDxxxx oder beim Verkauf an Drittanbieter mit TMS5xxx (später TSP5xxx) beschriftet.

## TI LPC-Sprachchip-Familie
1978
- TMS5100 (TMC0281, interner TI-Name „0280“, der Chip wird daher manchmal als TMC0280 bezeichnet): Erster LPC-Sprachchip. Verwendet eine benutzerdefinierte 4-Bit-Schnittstelle mit den Masken-ROM-ICs TMS6100 oder TMS6125; wird bei allen nicht gehobenen Versionen von Speak & Spell verwendet[7][8] mit Ausnahme der britisch-englischen Version von 1980, in der der nachstehende TMC0280/CD2801 verwendet wurden.[9] Erschienen als TMS5100 und wurde auch in der elektronisch-sprechenden Spielzeugschreibmaschine von Byron Petite verwendet.[2][10] 1979 ersetzt durch TMS5100A und TMS5110. Der TMC0281 wurde im Jahr 2017 in die Chip Hall of Fame aufgenommen[11]

1980
- TMC0280 alias CD2801: Wird verwendet im Speak & Math,[12] Speak & Read[13] sowie den Übersetzern TI Language Translator und TI Language Tutor.[14] Er ist anschlussgleich, aber nicht funktionskompatibel zum TMS5100/TMC0280, der eine geringfügig veränderte Tabelle für Zischlaute hat und in dessen Version F ein Interpolationsfehler behoben wurde.
- TMS5100A: Die Verkleinerung vom TMS5100/TMC0281. Sehr kleine Funktionsunterschiede, verwendet das Die in der Version F, um den Fehler im Interpolator zu beheben. Wird in der Arcadespiel-Platform des Century Video System[15][16] verwendet.
- TMS5110: Hat neuere LPC-Tabellen (die eher dem 5220 entsprechen). Anschlussgleich (pingleich), aber nicht funktionskompatibel zum TMS5100. Ersetzt durch TMS5110A. Wurde in der Monkgomery-Spielzeugpuppe von Hasbro verwendet. Eine SDIP-Gehäuseversion dieses Chips wurde teilweise als TMS5111 verkauft. Er enthält die „endgültige“ Zischlaute-Tabelle.
- TMS5200 (alias CD2501E, interner TI-Name '0285', daher manchmal als TMC0285 bezeichnet): Parallele 8-Bit-FIFO-Schnittstelle hinzugefügt; konzipiert für die Verwendung durch die TI-Abteilung für Heimkundenprodukte für das Sprachmodul des TI 99/4A; wird auch in der 4. Generation der Bally/Midway-Flipperautomaten sowie des Squawk-and-Talk-Tablets (Teilenummer AS-2518-61) verwendet, auf der Version des Umgebungskabinetts des Arcade-Spiels Discs of TRON Bally/Midway in (älteren) Echo-2-Karten vor Apple II und in den Zaccaria Arcade-Spielen Jack Rabbit und Money Money, sowie den Zaccaria Flipperautomaten Flipper-Champ und Soccer Kings. Wurde Ende 1980/1981 vom TMS5220 abgelöst und 1982–1983 als billiger Restposten abverkauft. Verwendet die „endgültige“ Chirp-Tabelle.
- CD2802: Eine Version des TMS5100/5110 mit verschiedenen LPC- und Zischlauttabellen, die nicht mit der des TMS5100(A) oder TMS5110(A) identisch ist. Wird nur für „Touch and Tell“ verwendet und niemals außerhalb des Unternehmens verkauft. Verwendet eine eigene, einzigartige Chirp-Tabelle.
- TMS5110A (nach 1985: TSP5110A): Die Schrumpfung von TMS5110, anschluss- und funktionskompatibel. Wird auf mindestens zwei Heimcomputerprodukten verwendet. Wurde im Arcade-Spiel Bagman von Valadon Automation verwendet, von Omnicron Electronics in der TCC-14 Talking Clock / Calendar und in dem Arcade-Spiel AD 2083 von Midcoin. Wird im Chrysler Electronic Voice Alert (EVA) verwendet und enthält die „endgültige“ Zischlautetabelle.
- TMS5220 (alias CD2805E?): Verbesserte Version des TMS5200, anschlussgleich aber nicht funktionskompatibel (hat neue LPC-Tabellen); verwendet in später produzieren Echo-2-Karten für Apple II, soll angeblich in den zuletzt produzierten TI-99/4A-Sprachmodulen sein, im BBC Micro, im Arcade-Spiel-Automat NFL Fußball von Bally/Midway und in vielen Arcade-Spielen von Atari, einschließlich Krieg der Sterne, Firefox, Rückkehr der Jedi, Roadrunner, Das Imperium schlägt zurück. In jüngeren Atari-Arcade-Spiele den TMS5220C. Der TMS5220 wurde auch verwendet in Zaccaria Flipperautomaten Farfalla, Devil Riders, Time Machine, Magic Castle, Robot, Clown, Pool Champion, Blackbelt, Mexico '86, Zankor und Spooky. Der TMS5220 wurde auch in Looping and Sky Bumper von Venture Line benutzt, Olympia’s Porträts, und Spielautomaten Victory und Victor Banana von Exidy.[17] 1983/1984 durch TMS5220C ersetzt, enthält die „endgültige“ Zischlautetabelle. Im HP 82967A Sprachsynthesemodul, was den Computern der Serie 80 ein Vokabular mit 1500 Wörtern ermöglichte.

1983
- TMS5220C (nach 1985: TSP5220C): Hat die parallele FIFO-Schnittstelle die beiden NOP-Befehle überarbeitet, um die Sprechgeschwindigkeit zu steuern, ein externer vollständiger Reset wurde hinzugefügt. Geringfügige Änderung der Art, Energiewerte stimmloser Frames beeinflussen. Ansonsten identisch, anschlusskompatibel und ein vollkompatibler Ersatz für den TMS5220. Verwendet in den Atari-Arcade-Spielen Indiana Jones and the Temple of Doom, 720°, Gauntlet, Gauntlet II, A.P.B., Paperboy, RoadBlasters, Vindicators II, und Escape from the Planet of the Robot Monsters. Wurde auch im IBM-PS/2-Sprachadapter benutzt sowie im RS-232-Sprachadapter von Pacific Educational Systems. Hergestellt bis in die frühen 1990er-Jahre.

1985
- TSP50C50: Der in CMOS-Technik gefertigte Chip verwendet LPC-12 statt LPC-10, TMS60C20 mit 256 kB/32 kB seriellem ROM TMS6100. Verwendet die „D6“ LPC- und Zischlauttabellen, die für die gesamte TSP50Cxx-Serie üblich waren. Hat einen analogen Tiefpassfilter. Hergestellt bis in die frühen 1990er-Jahre.

1986
- TSP50C40 (später MSP50C40): TSP50C50 mit einfachem 8-Bit-Mikrocontroller und Masken-ROM im Chip. Wurde in einer Reihe von Produkten der TI-Abteilung für Heimanwendertechnik eingesetzt, wurde als CM54129/CM54169 benannt für die Anwendung im speak&music.[18]

1987 und später
- Einige weitere Produkte mit dem TSP50Cxx, enthalten einen größere ROM/RAM und hatten keine serielle Schnittstelle.
- Der TSP53C30 für Mikrocontroller emuliert den TMS5220 PE-LPC, unterstützt den D6 LPC und pulsweitenmodulierte Klangerzeugung (PCM).
- Nach etwa 1997 wurde die TSP-Nicht-Mikrocontroller-Linie zugunsten sprachspezifischer Mitglieder der MSP-Chipfamilie, die über Mikrocontroller verfügen, eingestellt. Im Oktober 2001 wurden die Rechte an der sprachspezifischen Teilmenge der MSP-Chipfamilie (MSP50C6XX-Chipfamilie) von TI an verkauft Sensory, Inc. Sensory hat die Chips als Sensory SC-6x-Reihe umbenannt.[19]
- Im Oktober 2007 gab Sensory bekannt, dass keine Einreichungen weiterer Masken für die SC-6x-Reihe angenommen werden. Bestellungen für Chips mit vorhandenen Masken wurden noch mindestens für das folgende Jahr angenommen.

Die begleitenden Geräte aller Versionen der Sprachchips waren die benutzerdefinierten 128-Bit-Schnittstellen (16 kB). TMS6100NL (alias TMC0350) und 32 kbit (4 KB) TMS6125NL (alias TMC0355 alias TMS7125) Festwertspeicher, die vorprogrammierten Masken aus Worten enthalten, die für ein bestimmtes Produkt erforderlich sind und von allen Versionen der LPC-Chips bis zur TSP50Cxx-Reihe unterstützt werden. Alle Versionen des TMS6100 scheinen nur 128 kbit/16 kB Inhalt zu haben, ungeachtet anders lautender Gerüchte.